# الممحوات الأربعة في المذهب المالكي
الممحوات الأربعة في المذهب المالكي هي المسائل التي اجتهد فيها الإمام مالك فأملاها، ثم محاها. وقد يكون المراد بالمحو الرجوع عن الرأي، لا حقيقة المحو. قال ابن ناجي: «ليس المراد بالمحو حقيقته، وإنما المراد به الرجوع؛ ولذا دوّنه ابن القاسم والناس». وقد تعقَّبه البناني بقوله: «يعكِّر عليه عدُّهم الممحوَّات أربعا. ولو كان المراد مطلَق الرجوع، لما انحصرت فيها»؛ وهو اعتراض وجيه. لكن قد يرد عليه أن الممحوَّات الأربع إنما هي فقط ما عُلِم وقوع المحو عليها.
وقال الرجراجي: المحو: عبارة عن ترك العمل بما سُمع من مالك، لا أنه محو من الكتاب (المدونة)، لأن ابن القاسم ما كان يعلق عنه في كتاب، إنما هي أسئلة يلقيها من صدره هو أو يلقيها غيره، فيأخذ عليها الجواب لا غير.

وقال عليش: الْأَمْرُ بِالْمَحْوِ مُبَالَغَةٌ فِي طَرْحِ الْمَرْجُوعِ وَتَصْوِيبِ الْمَرْجُوعِ إلَيْهِ وَأَبْقَوْهُ مَكْتُوبًا وَعَلَيْهِ صُورَةُ شطب لِاحْتِمَالِ رُجُوعِهِ إلَيْهِ يَوْمًا مَا، وَهَذَا هُوَ الْوَاجِبُ لِتَدْوِينِ الْأَقْوَالِ الَّتِي رَجَعَ الْمُجْتَهِدُ عَنْهَا نَبَّهَ عَلَيْهِ ابْنُ عَبْدِ السَّلَامِ.

## تعداد المسائل الممحوة الأربعة
قَالَ ابن بشير الْمَمْحُوَّاتُ فِي الْمُدَوَّنَةِ أَرْبَعَةٌ
- إِذَا وَلَدَتْ الْأُضْحِيَّةُ فَحَسَنٌ أَنْ يَذْبَحَ وَلَدَهَا مَعَهَا، وَإِنْ تَرَكَهُ لَمْ يَكُنْ عَلَيْهِ وَاجِبًا؛ لِأَنَّ عَلَيْهِ بَدَلَ أُمِّهِ إنْ هَلَكَتْ، قال ابْنُ الْقَاسِمِ: ثُمَّ عَرَضْتُهَا عَلَيْهِ (على مالك) فَقَالَ: اُمْحُ وَاتْرُكْ إنْ ذَبَحَهُ مَعَهَا فَحَسَنٌ.
- الْحَالِفُ لَا يَكْسُو امْرَأَتَهُ فَافْتَكَّ لَهَا ثِيَابَهَا مِنَ الرَّاهِنِ، فَقَالَ مَالِكٌ أَوَّلًا: يَحْنَثُ، ثُمَّ أَمَرَهُ بِمَحْوِهِ وَقَال: لَا يَحْنَثُ قال ابْنُ الْقَاسِمِ: وَأَرَى إنْ لَمْ تَكُنْ لَهُ نِيَّةٌ يَحْنَثُ،
- الْمَرِيضُ لَا يَجُوزُ نِكَاحُهُ أَوِ الْمَرِيضَةُ وَيُفْسَخُ إِنْ دَخْلَا وَكَانَ يَقُولُ: وَلَا يَثْبُتُ وَإِنْ صَحَّا، ثُمَّ قَالَ: امْحُهَا وَأَرَى إِذَا صَحَّا ثَبَتَ،
- مَنْ سَرَقَ وَلَا يَمِينَ لَهُ أَوْ لَهُ يَمِينٌ شَلَّاءُ فَقَالَ مَالِكٌ: تُقْطَعُ رِجْلُهُ الْيُمْنَى، ثُمَّ أَمَرَ بِمَحْوِهِ، وَأَمَرَ أَنْ تُقْطَعَ يَدُهُ الْيُسْرَى قَالَهُ فِي التَّوْضِيحِ.[4]

## الممحوات الأربع نظما
نظم بعض الفقهاء الممحوات فقال:
|وَفِي كِتَابِ الْقَطْعِ وَالنِّكَاحِ}}
ولم يبين الراجح منها وقد ذيله علي الأجهوريّ مع زيادة بيان فقال:
|قَطعٍ وأيْمان بِغَير مَيْن}}
|تأكيدُ ندْبِ ذَبْحِهِ يا ضاحي}}
|لم ينو شيئًا وهو قولٌ مُحتذا}}.
أي مختار.